# Apocalipsis 7
Apocalipsis 7 es el séptimo capítulo del Libro del Apocalipsis o Apocalipsis de Juan en el Nuevo Testamento de la Biblia Cristiana. El libro se atribuye tradicionalmente a Juan el Apóstol, pero la identidad exacta del autor sigue siendo un punto de debate académico. Capítulo 6 a Capítulo 8:5 registran la apertura de los Siete sellos. Este capítulo contiene la visión del escritor de «los Cuatro Ángeles de los Cuatro Vientos», el sellamiento de los 144.000 y la «Alabanza de la Gran Multitud de los Redimidos». El pasaje de este capítulo es 'una intercalación en la serie numerada de siete'.

## Texto
El texto original fue escrito en griego koiné. Este capítulo está dividido en 17 Versículos.

### Testigos textuales
Algunos manuscritos antiguos que contienen el texto de este capítulo son, entre otros:.
- Papiro 115 (ca. 275 d. C.; Versículos 8-9 existentes)[10]
- Codex Sinaiticus (330-360)
- Codex Alexandrinus (400-440)
- Codex Ephraemi Rescriptus (ca. 450; existen los Versículos 1-13)

## El sellado de Israel (7:1-8)
Mientras el juicio es retenido por los cuatro ángeles (Versículo 1), otro ángel anuncia el sellado de los siervos de Dios (Versículos 2-3). El sellado indica la propiedad, propiedad de Dios, así como protección (cf. Ez 9:4-6): estas personas están protegidas 'para servir a Dios como el ejército mesiánico'. Al igual que un censo en la época del Antiguo Testamento proporciona el recuento de la fuerza militar, el recuento de 144 000 personas de las doce tribus de Israel (Versículos 4-8) indica la fuerza del ejército mesiánico que luchará la guerra contra los enemigos de Dios en los últimos días. La tribu de Judá, que es la tribu del Mesías (Revelación 5:5), se numera en primer lugar.

### Versículo 1
Vi a cuatro ángeles de pie en las cuatro esquinas de la tierra, sosteniendo los cuatro vientos de la tierra, para que el viento no soplara sobre la tierra, sobre el mar, ni sobre ningún árbol.
«Retener» se interpreta como “contener” los vientos. El comentarista bíblico no conformista Matthew Henry sugiere que “el soplar de los cuatro vientos juntos significa una destrucción espantosa y general”. Las versiones Septuaginta y Vulgata de Zacarías 6:5 se refieren a «los cuatro vientos del cielo», aunque la King James Version y muchas otras traducciones se refieren a «los cuatro espíritus de los cielos». El Pulpit Commentary sugiere que la traducción como «los cuatro vientos» es «sin duda correcta»: «se supone que los vientos son siervos de Dios, que esperan su complacencia para ser enviados a cumplir sus mandados». Jamieson, Fausset y Brown relacionan la retención del juicio con la súplica dada a los santos al abrirse el quinto sello en Apocalipsis 6:
«¿Hasta cuándo, Señor, santo y verdadero, hasta que juzgues y vengues nuestra sangre en los que moran en la tierra?». Entonces se le dio una túnica blanca a cada uno de ellos; y se les dijo que debían descansar un poco más...
El clérigo inglés John Keble utiliza la imagen en su poema Día de Todos los Santos:
.

### Versículo 4
Y oí el número de los que estaban sellados. Ciento cuarenta y cuatro mil de todas las tribus de los hijos de Israel fueron sellados.
- «Los hijos de Israel»: Griego: «los hijos de Israel», que normalmente denota 'los israelitas como entidad étnica' («Doce Tribus de Israel»), pero muchos eruditos ven que la expresión en este contexto se refiere a los cristianos, en su lugar.[18]

## Versículos 5-8
Versículos 5-8 enumeran las tribus de Israel: 12 000 fueron sellados de cada una. Las tribus de Dan y Efraín no aparecen en la lista.

## Versículo 9
Nueva Biblia del rey Jacobo
Después de esto miré, y he aquí una gran multitud, la cual nadie podía contar, de todas naciones y tribus y pueblos y lenguas, que estaban delante del trono y en la presencia del Cordero, vestidos de ropas blancas, y con palmas en las manos,.
Lo que Juan oye en versículo 4, el sellamiento de los 144 000, es reinterpretado por lo que ve en el Versículo 9, la aparición de una gran multitud.

## Versículo 10
Nueva Biblia Estándar Americana
'y clamaron a gran voz, diciendo:
«Salvación a nuestro Dios que está sentado en el trono, y al Cordero.» 

## Versículo 12
"¡Amén! Bendición y gloria y sabiduría,
Acción de gracias y honor y poder y fuerza,
a nuestro Dios por los siglos de los siglos.
Amén."
Este es el único caso en el Nuevo Testamento de una oración que comienza y termina con «Amén».

## Versículo 14
Nueva Biblia del rey Jacobo
Y yo le dije: «Señor, tú lo sabes».
Y me dijo: «Estos son los que salen de la gran tribulación, y han lavado sus ropas y las han blanqueado en la sangre del Cordero.“” 

## Versículo 16
Nueva Biblia del rey Jacobo
Ya no tendrán hambre ni sed; el sol no los golpeará, ni calor alguno; 

## Versículo 17
Nueva Biblia del rey Jacobo
Porque el Cordero que está en medio del trono los pastoreará y los conducirá a fuentes de aguas vivas. Y Dios enjugará toda lágrima de sus ojos."